# Championnats du monde de BMX 2012
Navigation
Édition précédente Édition suivante
Les championnats du monde de BMX 2012 se sont déroulés du 23 au 27 mai 2012 à Birmingham en Angleterre.

## Podiums
| Épreuves                       | Or                          | Argent                      | Bronze                      |
| ------------------------------ | --------------------------- | --------------------------- | --------------------------- |
| Épreuves masculines            |                             |                             |                             |
| Élite hommes                   | Sam Willoughby Australie    | Joris Daudet France         | Moana Moo-Caille France     |
| Contre-la-montre Élite hommes  | Connor Fields États-Unis    | Liam Phillips Royaume-Uni   | Sylvain André France        |
| Épreuve masculines - juniors   |                             |                             |                             |
| Junior hommes                  | Carlos Ramírez Colombie     | Maliek Blyndloss États-Unis | Léopold Tramier France      |
| Contre-la-montre Junior hommes | Romain Mahieu France        | Carlos Ramírez Colombie     | Lain Van Ogle États-Unis    |
| Épreuves féminines             |                             |                             |                             |
| Élite femmes                   | Magalie Pottier France      | Eva Ailloud France          | Romana Labounková Tchéquie  |
| Contre-la-montre Élite femmes  | Caroline Buchanan Australie | Shanaze Reade Royaume-Uni   | Eva Ailloud France          |
| Épreuves féminines - juniors   |                             |                             |                             |
| Junior femmes                  | Felicia Stancil États-Unis  | Nadja Pries Allemagne       | Danielle George États-Unis  |
| Contre-la-montre Junior femmes | Felicia Stancil États-Unis  | Nadja Pries Allemagne       | Simone Christensen Danemark |

## Tableau des médailles
| Rang  | Nation      | Or | Argent | Bronze | Total |
| ----- | ----------- | -- | ------ | ------ | ----- |
| 1     | États-Unis  | 3  | 1      | 2      | 6     |
| 2     | France      | 2  | 2      | 4      | 8     |
| 3     | Australie   | 2  | 0      | 0      | 2     |
| 4     | Colombie    | 1  | 1      | 0      | 2     |
| 5     | Allemagne   | 0  | 2      | 0      | 2     |
| 5     | Royaume-Uni | 0  | 2      | 0      | 2     |
| 7     | Danemark    | 0  | 0      | 1      | 1     |
| 7     | Tchéquie    | 0  | 0      | 1      | 1     |
| Total | Total       | 8  | 8      | 8      | 24    |